# Det europæiske astronautkorps
Det europæiske astronautkorps er gruppen af astronauter i den europæiske rumorganisation ESA (European Space Agency). Der er i øjeblikket 14 uddannede medlemmer, hvoraf en er kvinde. Det europæiske astronautkorps er hjemmehørende på det europæiske astronautcenter i Köln, Tyskland.

## Nuværende medlemmer
Der er fjorten astronauter i korpset:
| Astronaut              | Nationalitet   | Tilmeldt       | Mission(er)                                                                                 | Tid i rummet   | Billede                |
| ---------------------- | -------------- | -------------- | ------------------------------------------------------------------------------------------- | -------------- | ---------------------- |
| Jean-François Clervoy  | Frankrig       | 15. maj 1992   | - STS-66 - STS-84 - STS-103                                                                 | 28d 3t 5min    | Jean-François Clervoy  |
| Frank De Winne         | Belgien        | Januar 2000    | - Sojuz TMA-1/Sojuz TM-34 (ISS-Odissea) - Sojuz TMA-15 (ISS-Expedition 20/21)               | 198d 17t 34min | Frank De Winne         |
| Léopold Eyharts        | Frankrig       | 1. august 1998 | - Sojuz TM-27/Sojuz TM-26 (Mir-Pégase) - STS-122/STS-123 (ISS Ekspedition 16)               | 68d 20t 30min  | Léopold Eyharts        |
| Christer Fuglesang     | Sverige        | 15. maj 1992   | - STS-116 (ISS-Celsius) - STS-128                                                           | 26d 17t 38min  | Christer Fuglesang     |
| André Kuipers          | Holland        | Juli 1999      | - Sojuz TMA-4/Sojuz TMA-3 (ISS-DELTA) - Sojuz TMA-03M/ISS-Expedition 30/31                  | 203d 15t 51min | André Kuipers          |
| Paolo Nespoli          | Italien        | 1. august 1998 | - STS-120 (ISS-Esperia) - Sojuz TMA-20/ISS-Expedition 26/27 (2010/2011)                     | 174d 9t 40min  | Paolo Nespoli          |
| Hans Schlegel          | Tyskland       | 1. august 1998 | - STS-55 (D2-Mission) - STS-122                                                             | 22d 18t 2min   | Hans Schlegel          |
| Roberto Vittori        | Italien        | 1. august 1998 | - Sojuz TM-34/Sojuz TM-33 (ISS-Marco Polo) - Sojuz TMA-6/Sojuz TMA-5 (ISS-Eneide) - STS-134 | 35d 12t 26min  | Roberto Vittori        |
| Samantha Cristoforetti | Italien        | 20. maj 2009   | - Sojuz TMA-15M/ISS-Expedition 42/43                                                        | 199d 16t 43min | Samantha Cristoforetti |
| Alexander Gerst        | Tyskland       | 20. maj 2009   | - Sojuz TMA-13M/ISS-Expedition 40/41                                                        | 165d 08t 01min | Alexander Gerst        |
| Andreas Mogensen       | Danmark        | 20. maj 2009   | - Sojuz TMA-18M/Sojuz TMA-16M iriss                                                         | 208d 22h 34min | Andreas Mogensen       |
| Luca Parmitano         | Italien        | 20. maj 2009   | - Sojuz TMA-09M/ISS-Expedition 36/37                                                        | 166d 6t 19min  | Luca Parmitano         |
| Timothy Peake          | Storbritannien | 20. maj 2009   | - Sojuz TMA-19M/ISS-Expedition 46/47                                                        | 0d 0t 0min     | Timothy Peake          |
| Thomas Pesquet         | Frankrig       | 20. maj 2009   | Planlagt: - Sojuz MS-03 (november 2016)                                                     | 0d 0t 0min     | Thomas Pesquet         |

13 af medlemmerne har fløjet i rummet. Alle de erfarne medlemmer, bortset fra Jean-François Clervoy, har besøgt Den Internationale Rumstation.
André Kuipers er det medlem, der har været længst tid i rummet, (mere end 203 dage), den europæiske rekord tilhører den tidligere tyske astronaut Thomas Reiter som har været i rummet i 350 dage.
Det yngste medlem af korpset er Thomas Pesquet, født i 1978, mens den ældste er Hans Schlegel, født i 1951. Korpset omfatter i dag en kvinde. Kun to kvinder har tidligere været medlemmer af korpset. Marianne Merchez som aldrig fløj, og Claudie Haigneré/André-Deshays der trådte tilbage efter to missioner for at starte en politisk karriere i Frankrig.

## Fremtiden for det europæiske astronautkorps

### Indmeldelse af nye astronauter
Ifølge det franske ugeblad Air & Cosmos, er det kun seks astronauter (Fuglesang, Schlegel, Nespoli, Eyharts, De Winne og Kuipers) der står til rådighed for en øjeblikkelig opsendelse. Vittori og Clervoy er på orlov eller er blevet overført til andre opgaver. 
Lederen af det bemandede rumfart på ESA anbefaler, at mindst fire mere astronauter (plus fire andre i reserve) bør bruges efter opsendelsen af Columbusmodulet i februar 2008.
Den 3. april 2008, annoncerede ESA's generaldirektør Jean-Jacques Dordain at man ville rekruttere en ny klasse af europæiske astronauter til at begynde i den nærmeste fremtid. Udvælgelsesprogrammet for fire nye astronauter blev lanceret den 19. maj 2008. Næsten 10.000 personer ansøgte om at blive astronaut. 8413 opfyldte de oprindelige ansøgningskriterier. Af disse blev 918 udvalgt til psykologiske tester, hvoraf det kun var 192 der bestod den første fase. Efter den anden psykologiske test var der 80 kandidater tilbage, som skulle fortsætte med en medicinsk vurdering i januar/februar 2009.

### Efter Den Internationale Rumstation
Man har planlagt at Den Internationale Rumstation skal lukke i 2020. Hvad de europæiske astronauter skal efter dette, er endnu uklart

## Tidligere medlemmer
Der er fjorten tidligere astronauter i ESA:
| Astronaut                      | Nationalitet | Tilmeldt         | Mission(er)                                                                         | Forladt         | Tid i rummet   | Billede              |
| ------------------------------ | ------------ | ---------------- | ----------------------------------------------------------------------------------- | --------------- | -------------- | -------------------- |
| Maurizio Cheli                 | Italien      | 15. maj 1992     | - STS-75                                                                            | 30. juni 1996   | 15d 17t 41min  | Maurizio Cheli       |
| Pedro Duque                    | Spanien      | 15. maj 1992     | - STS-95 - Sojuz TMA-3/Sojuz TMA-2 (ISS-Cervantes)                                  | 2006            | 18d 18t 46min  | Pedro Duque          |
| Marianne Merchez               | Belgien      | 15. maj 1992     |                                                                                     | 1995            |                |                      |
| Reinhold Ewald                 | Tyskland     | Februar 1999     | - Sojuz TM-25/Sojuz TM-24 (Mir97)                                                   | 2007            | 19d 16t 34min  | Reinhold Ewald       |
| Umberto Guidoni                | Italien      | 1. august 1998   | - STS-75 - STS-100                                                                  | Juli 2004       | 27d 15t 12min  | Umberto Guidoni      |
| Claudie Haigneré/André-Deshays | Frankrig     | 1. november 1999 | - Sojuz TM-24/Sojuz TM-23 (Mir-Cassiopée) - Sojuz TM-33/Sojuz TM-32 (ISS Andromède) | 18. juni 2002   | 25d 14t 22min  | Claudie Haigneré     |
| Jean-Pierre Haigneré           | Frankrig     | 1. juni 1998     | - Sojuz TM-17/Sojuz TM-16 (Mir-Altair) - Sojuz TM-29 (Mir-Perseus)                  | November 1999   | 209d 12t 25min | Jean-Pierre Haigneré |
| Ulf Merbold                    | Tyskland     | 1978             | - STS-9 - STS-42 - Sojuz TM-20/Sojuz TM-19 (Euromir 94)                             | 30. august 1998 | 49d 21t 36min  | Ulf Merbold          |
| Claude Nicollier               | Schweiz      | Juli 1978        | - STS-46 - STS-61 - STS-75 - STS-103                                                | Marts 2007      | 42d 12t 5min   | Claude Nicollier     |
| Wubbo Ockels                   | Holland      | 1978             | - STS-61-A (D1-Mission)                                                             | 1986            | 7d 0t 44min    | Wubbo Ockels         |
| Philippe Perrin                | Frankrig     | December 2002    | - STS-111                                                                           | Maj 2004        | 13d 20t 35m    | Philippe Perrin      |
| Thomas Reiter                  | Tyskland     | 15. maj 1992     | - Sojuz TM-22 (Euromir 95) - STS-121/STS-116 (ISS-Expedition 13/14) (ISS-Astrolab)  | Oktober 2007    | 350d 4t 55min  | Thomas Reiter        |
| Gerhard Thiele                 | Tyskland     | 1. august 1998   | - STS-99                                                                            | Oktober 2005    | 11d 5t 39min   | Gerhard Thiele       |
| Michel Tognini                 | Frankrig     | 1. november 1999 | - Sojuz TM-15/Sojuz TM-14 (Mir-Antares) - STS-93                                    | Maj 2003        | 18d 17t 46min  | Michel Tognini       |

| Rumfart | Spire Denne artikel om rumfart er en spire som bør udbygges. Du er velkommen til at hjælpe Wikipedia ved at udvide den. |